# Immanuel Heinrich Ritter
Immanuel Heinrich Ritter (geboren am 13. März 1825 in Ratibor, Oberschlesien; gestorben am 9. Juli 1890 in Johannisbad, Riesengebirge) war ein deutscher Rabbiner, Historiker, Buchautor und Übersetzer.

## Jugend und Ausbildung
Ritter war der Sohn des Kaufmanns Philipp Ritter. Seine Mutter stammte aus dem Krakauer Zweig der Mendelssohn-Familie.
Immanuel Heinrich Ritter besuchte das Gymnasium in Ratibor, wurde  aber aus Gesundheitsgründen vom Gymnasium dispendiert und legte das Abitur mit 17 Jahren als Externer ab.  Gleichzeitig lernte er ein Jahr lang beim örtlichen Rabbiner Simon Löwe Torah und Talmud. Von April 1844 bis März 1847 studierte er an der Universität Breslau klassische Philologie, Philosophie und Geschichte und am Jüdisch-Theologisches Seminar Fraenckel’sche Stiftung bei Abraham Geiger, jedoch ohne Semicha. Danach war er als Hauslehrer tätig. 1848 immatrikulierte er sich erneut in Breslau und arbeitete als Hilfslehrer an der jüdischen Schule. Im Mai 1849 promovierte er zum Dr. phil. mit der Dissertation De Stoicorum logica, als erster Jude an der dortigen Philosophischen Fakultät, und legte das Staatsexamen für das Lehramt ab.

## Beruf und Wirken
Im Jahr 1851 wurde Ritter als Religionslehrer bei der jüdischen Reformgemeinde in Berlin tätig, wo er zeitweise den dortigen Rabbiner Samuel Holdheim vertrat, dessen Stellung er 1860, nach Holdheims Tod, übernahm. Seit 1876 war er auch Religionslehrer am Werderschen Gymnasium und an der dritten Berliner Töchterschule.
Ritter schrieb mehrere philosophische und theologische Werke und übersetzte die englischen Historiker Henry Thomas Buckle und William Edward Hartpole Lecky. Er begründete am 20. Dezember 1871 den Verein für die Freiheit der Schule und richtete 1872 mit Wilhelm Loewe-Calbe, Paul Langerhans und  Guido Weiss eine Petition an das Preußische Abgeordnetenhaus.

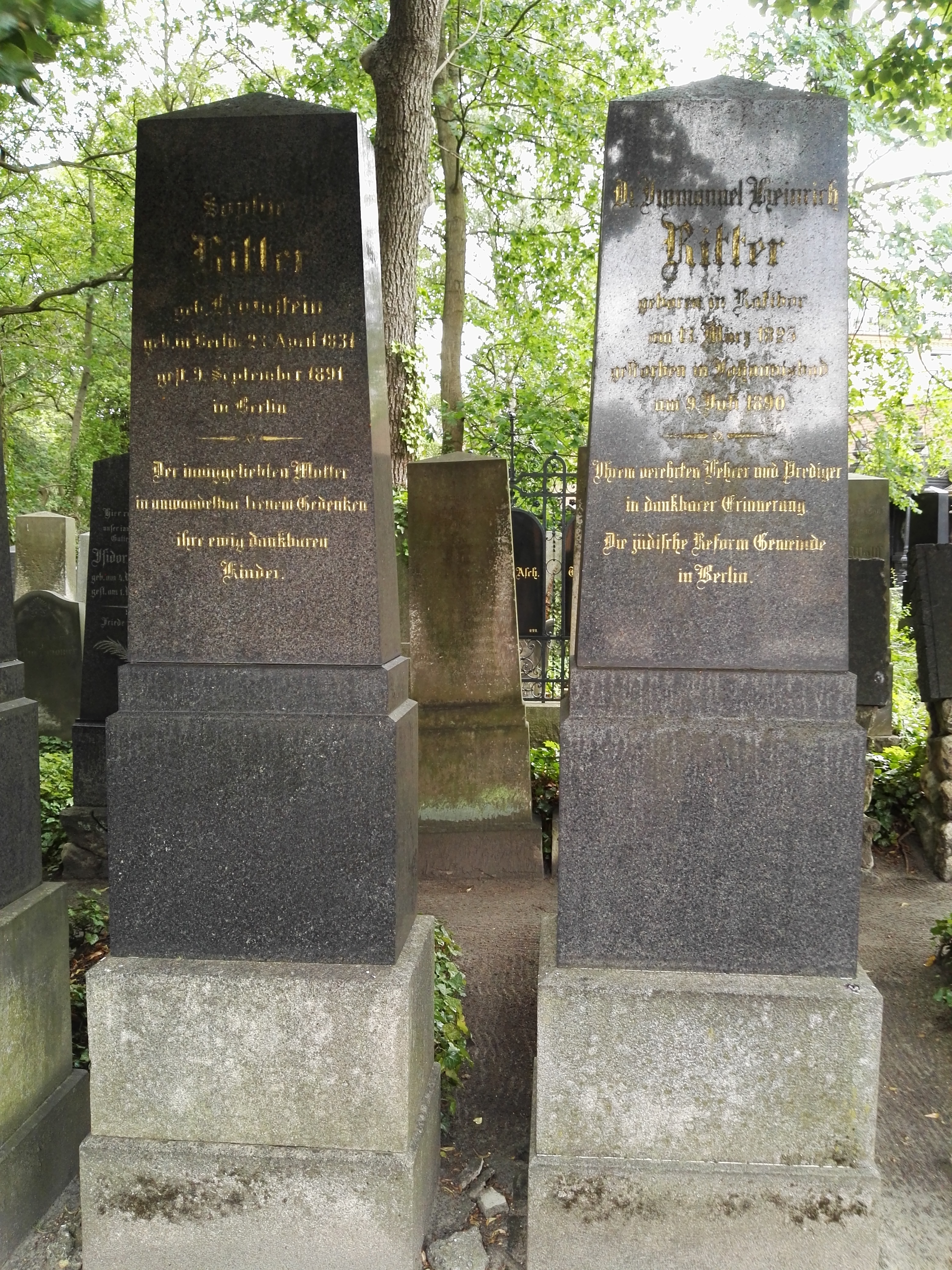
Grabstätte

Er ist begraben auf dem Jüdischen Friedhof Berlin-Weißensee.
Salomon Samuel schreibt über Ritters Predigten:
„Den Anspruch auf eigentliche Talmudgelehrsamkeit hat er nie erhoben […] Seine Themen sind meist allgemein religiös, etwa wenn er über ‚Demut‘ oder ‚das Gewissen‘ spricht.“
Weiterhin merkt er an, dass „es ihm erspart blieb, religiöse Kämpfe durchzumachen.“

## Werke
- De Stoicorum doctrina, praesertim de eorum logica. Dissertation, Breslau 1849, 44 S.
- Geschichte der jüdischen Reformation. Vier Bände:
  - 1. Band: Mendelssohn und Lessing als Begründer der Reformation im Judenthum. Berlin 1858 (Digitalisat in der Freimann-Sammlung).
  - 2. Band: David Friedländer, sein Leben und Wirken im Zusammenhange mit den gleichzeitigen Culturbestrebungen im Judenthum. Berlin 1861 (Digitalisat in der Freimann-Sammlung).
  - 3. Band: Samuel Holdheim, sein Leben und seine Werke. Berlin 1865 (Digitalisat in der Freimann-Sammlung).
  - 4. Band: Die jüdische Reformgemeinde zu Berlin und die Verwirklichung der jüdischen Reformen. Herausgegeben von Salomon Samuel, Berlin 1892 (postum) (Digitalisat in der Freimann-Sammlung).
- Kanzelvorträge aus dem Gotteshause der jüdischen Reformgemeinde. Selbstverlag, Berlin 1856.
- Beleuchtung der Wagener’schen Schrift  „Das Judentum und der Staat“. Hasselberg, Berlin 1857.
- Die letzten zwölf Jahre in ihrer Bedeutung zur Geschichte der Juden in Preußen. In: Jahrbuch für die Geschichte der Juden und des Judenthums. 1860.
- Die jüdische Freischule in Berlin. Eine pädagogisch-geschichtliche Skizze. In: Programm zur öffentlichen Prüfung der Zöglinge der Religionsschule der Reformgemeinde. Berlin 1861.
- Petition vom 20. Dezember 1871 an das Hohe Haus der Abgeordneten, 1872. Von Ritter beantragt im Namen des „Vereins für die Freiheit der Schule“ die Zulassung privater Volksschulen ohne jeden konfessionellen Religionsunterricht. Berlin 1871.
- Rede bei der Beerdigung des Geheimen Sanitätsraths Dr. Heiman Bressler. 1873.
- Weihereden und Predigten. Den Bekennern aller Religionen zur Kenntniß des Judenthums gewidmet. J. Peiser, Berlin 1875, Reproduktion: Nabu Press, 2012, ISBN 978-1-248-91532-5.
- Wir Juden. Rede am Neujahrstage. Stuhr, Berlin 1881.
- Ein Wort an Juden und Christen. Predigt, 1883.
- Zum Verständnis des Judenthums. Zwei Vorträge über seinen Charakter und seine Priesterlehre. Spener & Peters, Berlin 1885.
- Die Bedeutung des Judenthums. Rede, gehalten am Versöhnungstage. Stuhr, Berlin 1885 (Digitalisat PDF).

## Übersetzungen
- Henry Thomas Buckle: Geschichte der Civilisation in England. Fünf Bände.
- William Edward Hartpole Lecky: Geschichte des Geistes der Aufklärung in Europa.